# Liste der Biografien/Rer
Liste der Biografien |
Portal Biografien |
Personensuche
# |
A |
B |
C |
D |
E |
F |
G |
H |
I |
J |
K |
L |
M |
N |
O |
P |
Q |
R |
S |
T |
U |
V |
W |
X |
Y |
Z |
?
 
Ra |
Rb |
Rd |
Re |
Rh |
Ri |
Rj |
Rk |
Rl |
Rm |
Rn |
Ro |
Rr |
Rs |
Rt |
Ru |
Rv |
Rw |
Rx |
Ry |
Rz
 
Rea |
Reb |
Rec |
Red |
Ree |
Ref |
Reg |
Reh |
Rei |
Rej |
Rek |
Rel |
Rem |
Ren |
Reo |
Rep |
Req |
Rer |
Res |
Ret |
Reu |
Rev |
Rew |
Rex |
Rey |
Rez
Die Liste der Biografien führt alle Personen auf, die in der deutschsprachigen Wikipedia einen Artikel haben. Dieses ist eine Teilliste mit 7 Einträgen von Personen, deren Namen mit den Buchstaben „Rer“ beginnt.

## Rer

### Rerb
- Rerberg, Iwan Iwanowitsch (1869–1932), russischer Architekt

### Rerg
- Rergis Pacheco, Eduardo (* 1956), mexikanischer Fußballspieler und -trainer

### Rero
- Rérolle, Lucien (1863–1912), französischer Autor und Karambolagespieler

### Rerr
- Rerrich, Béla (1917–2005), ungarischer Degenfechter
- Rerrich, Maria S. (* 1952), deutsche Soziologin

### Reru
- Rerup, Lorenz (1928–1996), dänischer Historiker

### Rery
- Rerych, Stephen (* 1946), US-amerikanischer Schwimmer